# Кринківське поселення бобрів
Кринківське поселення бобрів — зоологічна пам'ятка природи місцевого значення. Об'єкт розташований на території Олешківського району Херсонської області, квартал 12 виділ 24 Кринківського лісництва ДП «Херсонське ЛМГ».
Площа — 5 га, статус отриманий у 1983 році.